# Nils Döring
Nils Döring (* 23. April 1980 in Wiesbaden) ist ein ehemaliger deutscher Fußballspieler und heutiger Trainer.

## Spielerkarriere

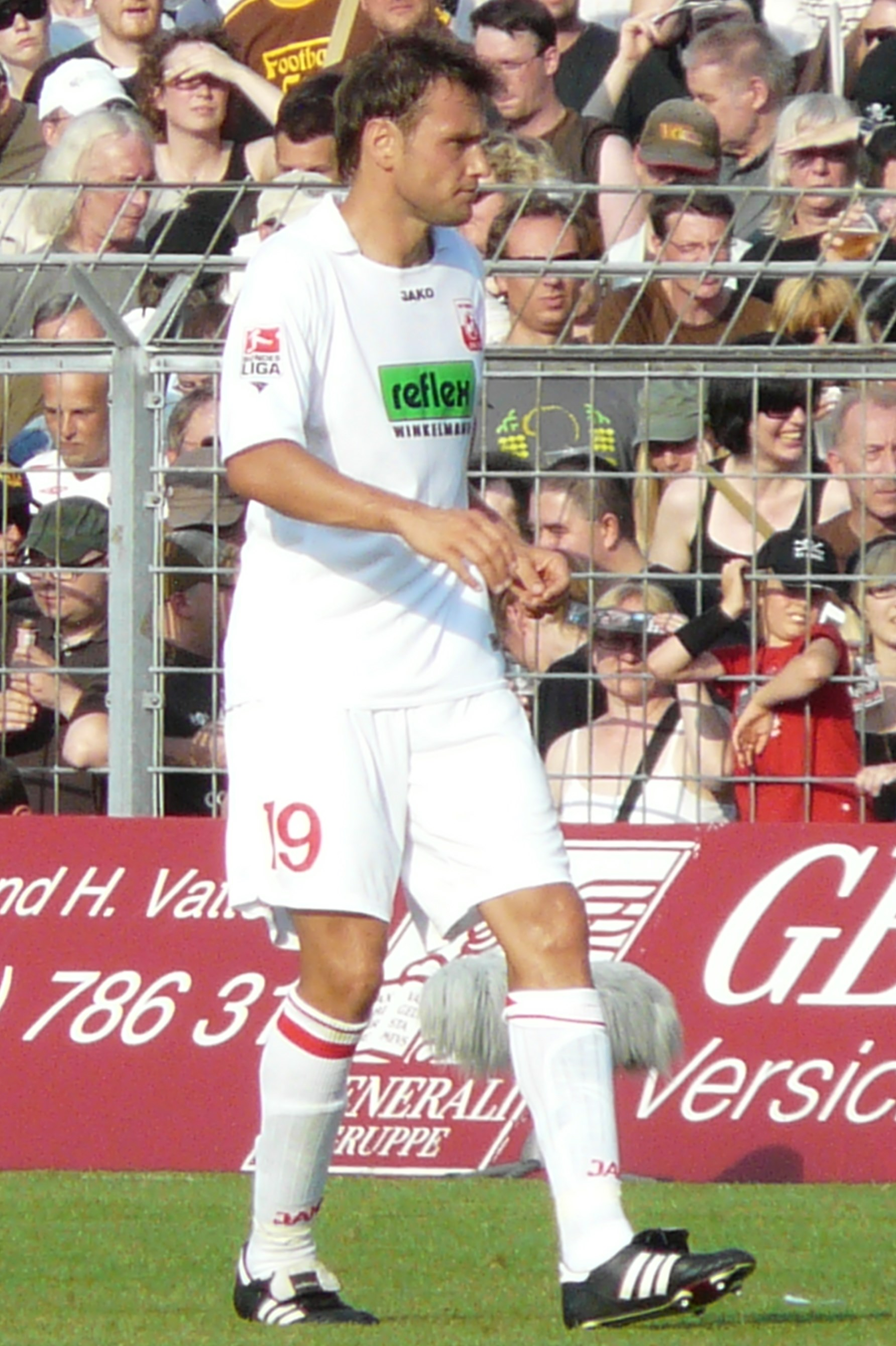
Nils Döring im Trikot von Rot Weiss Ahlen (2009)

Seine Fußballkarriere begann er beim 1. FC Naurod, bevor er bis 1996 bei der Spvgg Sonnenberg spielte. Dann wechselte er zu den Amateuren des 1. FSV Mainz 05, mit denen er 2001 und 2002 Südwestpokalsieger wurde. 2002 folgten zwei Jahre bei den Amateuren des 1. FC Kaiserslautern. Von dort wechselte er 2004 zu den Sportfreunden Siegen, für die er als Innenverteidiger und auf der linken Außenseite in der Regionalliga und 2. Bundesliga spielte.
Von 2006 bis 2008 stand Döring beim Zweitligisten SC Paderborn 07 unter Vertrag. Von 2008 bis 2010 spielte er für den Zweitligisten Rot Weiss Ahlen. Im September 2010 unterzeichnete Döring einen Vertrag beim SV Wehen Wiesbaden. Im April 2011 gab der SV Wehen Wiesbaden bekannt, dass Dörings zum Ende der Saison laufender Vertrag nicht verlängert wird und Nils Döring zum Saisonende seine aktive Laufbahn beenden und künftig beim SVWW als Assistent der sportlichen Leitung tätig sein wird.
Am 21. Juli 2011 gab Döring bekannt, dass er noch einmal auf hohem Niveau Fußball spielen wolle. Er schloss sich dem Verbandsliga-Team vom TSV Schott Mainz an. Als Mannschaftskapitän führte er die Mainzer in der Saison 2013/14 zum Oberligaaufstieg. Danach verließ er den Verein und kehrte nach Wiesbaden zurück, wo er bis zum Saisonende für die Reserve des SVWW in der Oberliga spielte und anschließend seine Karriere beendete.

## Trainerkarriere
Nach seinem Karriereende arbeitete Döring als Jugendtrainer des SV Wehen Wiesbaden. Mit den B1-Junioren (U17) erreichte er in der Saison 2018/19 den 9. Platz in der B-Junioren-Bundesliga Süd/Südwest. Zur Saison 2019/20 übernahm er die A-Junioren (U19) in der zweitklassigen A-Junioren-Hessenliga.
Zur Saison 2021/22 wurde Döring neben Mike Krannich bei der Drittligamannschaft der zweite Co-Trainer von Rüdiger Rehm. Ende Oktober 2021 trennte sich der Verein von Rehm, als die Mannschaft nach dem 13. Spieltag mit 18 Punkten auf dem 9. Platz stand. Daraufhin übernahmen Döring und Krannich als Interimstrainer. Das Duo betreute die Mannschaft bei einem 2:1-Sieg gegen Eintracht Braunschweig sowie einem 2:2-Unentschieden gegen den FSV Zwickau und kehrte anschließend unter dem neuen Cheftrainer Markus Kauczinski auf die Co-Trainer-Position zurück. In der Saison 2022/23 schaffte das Trainerteam den Aufstieg in die 2. Bundesliga. Ende April 2024 wurde Kauczinski freigestellt, als sich die Mannschaft nach dem 31. Spieltag der Saison 2023/24 mit 32 Punkten auf dem Abstiegsrelegationsplatz befand und einen Punkt Vorsprung auf einen Abstiegsplatz sowie einen Punkt Rückstand auf einen Nicht-Abstiegsplatz hatte. Döring wurde daraufhin bis zum Saisonende Interimstrainer. Der SVWW verlor die letzten drei Spiele, konnte den Abstiegsrelegationsplatz jedoch halten. Dort stieg man gegen den SSV Jahn Regensburg in die 3. Liga ab.
Zur Saison 2024/25 wurde Döring zum Cheftrainer befördert.

## Erfolge
- Aufstieg in die 2. Bundesliga 2005 (mit den Sportfreunden Siegen)
- Südwestpokalsieger 2001 und 2002 (mit den Amateuren des 1. FSV Mainz 05)